# Бюффе, Франсуа-Ноэль
Франсуа-Ноэль Бюффе (фр. François-Noël Buffet; род. 28 августа 1963, Лион, Франция) — французский политический и государственный деятель, член партии «Республиканцы», министр при премьер-министре по делам заморских территорий (2024).

## Биография
Родился 28 августа 1963 года в Лионе, адвокат. С 1990 года — депутат муниципального совета города Уллен, в 1997—2014 годах — мэр этого города. В 2015 году стал депутатом совета метрополии Лиона. Выступал против легализации однополых браков, в 2014 году подписал хартию движения «Манифестации для всех».
В 2004 году вошёл в Сенат Франции, впоследствии возглавил его Законодательную комиссию. Поддерживал премьер-министра Франсуа Фийона, зарекомендовал себя приверженцем идей социального голлизма.
16 апреля 2014 года Бюффе в качестве кандидата от Союза за народное движение проиграл социалисту Жерару Коллону выборы президента Большого Лиона, получив 58 голосов депутатов совета метрополии против 98, поданных за соперника.
21 сентября 2024 года получил портфель министра при премьер-министре по делам заморских территорий в правительстве Барнье.
23 декабря 2024 года при формировании правительства Байру назначен министром-делегатом при министре внутренних дел.